# Raïon de Pervomaïsk
Le raïon de Pervomaïsk (en ukrainien : Первомайський район) est un raïon (district) dans l'oblast de Mykolaïv en Ukraine.